# Veľká lúka (Muránska planina)

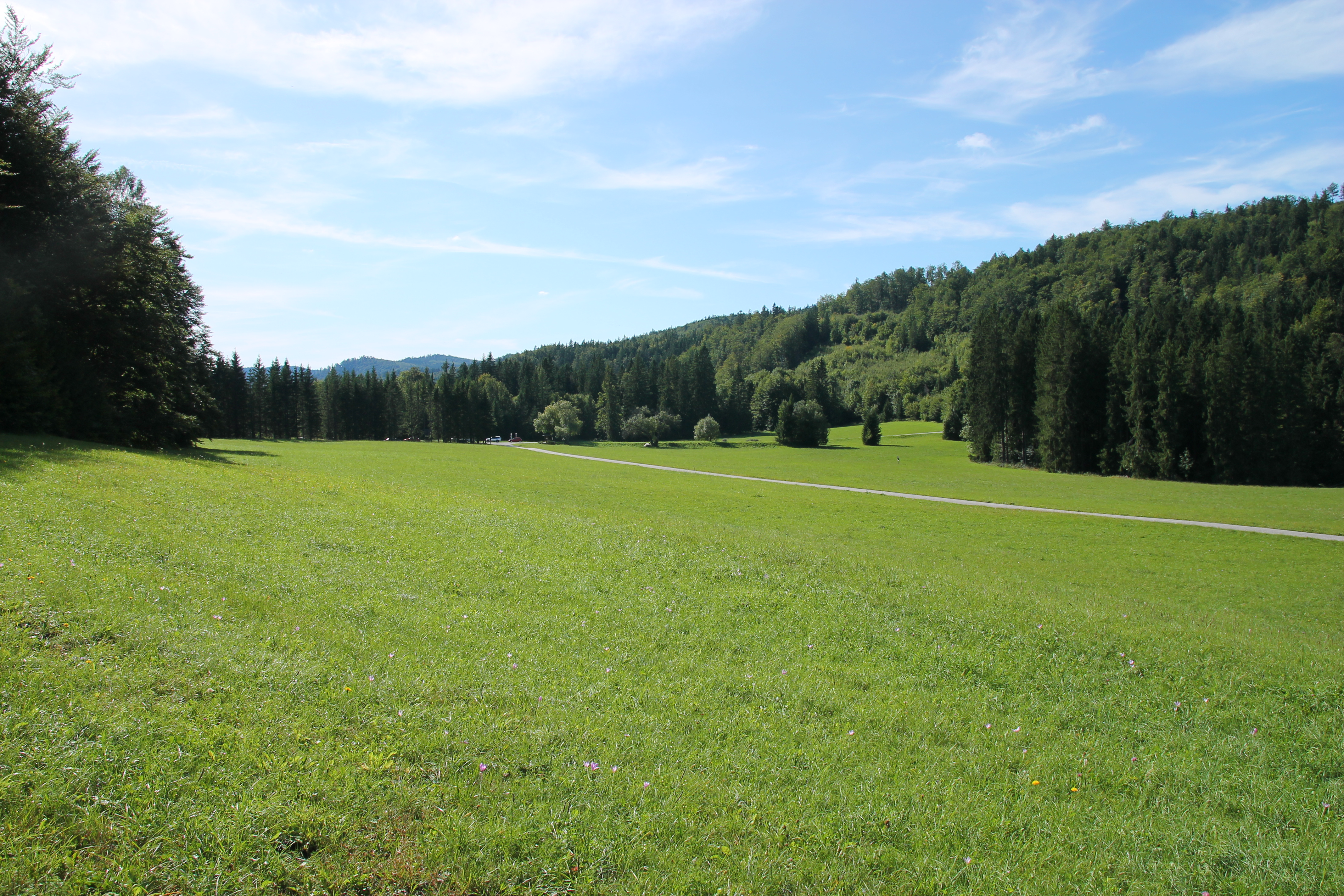
Veľká lúka (pol. Wielka Łąka)

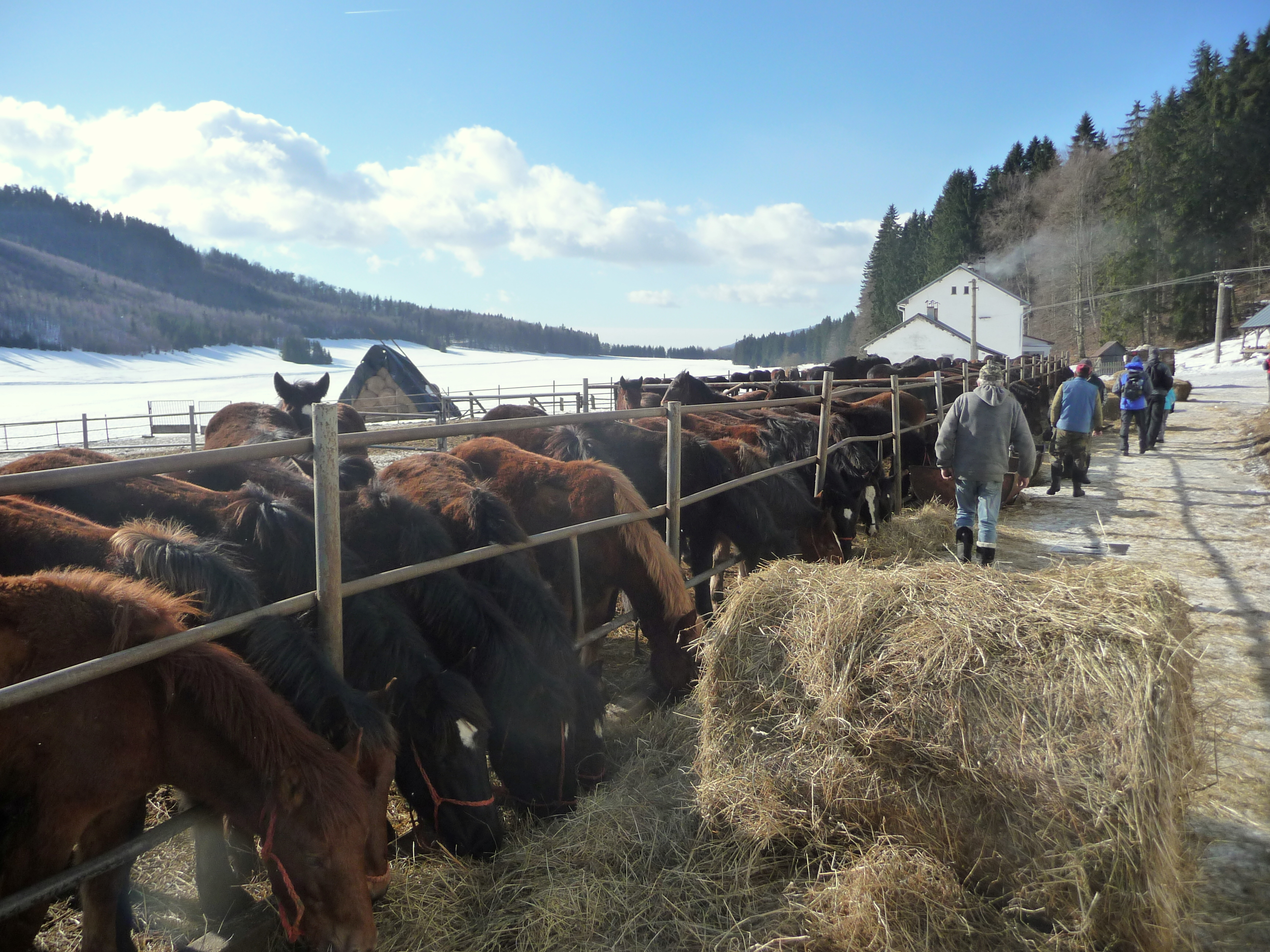
Konie w hodowli na Wielkiej Łące

Veľká lúka (Wielka Łąka) – wielka, wysoko położona polana na Płaskowyżu Murańskim w Wewnętrznych Karpatach Zachodnich na Słowacji.

## Położenie
Rozciąga się we wschodniej części Płaskowyżu, dość równomiernym pasem szerokości 400–450 m na długości blisko 1,5 km z południowego zachodu na północny wschód. W całości leży w granicach Parku Narodowego Muránska planina.

## Charakterystyka
Obszar zajmowany przez polanę stanowi płytką dolinę o bardzo wyrównanym dnie, położonym na średniej wysokości ok. 890 m n.p.m., otoczoną prawie ze wszystkich stron grzbietami sięgającymi 1000–1050 m n.p.m. Jedynie na południowo-zachodnim krańcu polany, w miejscu zwanym Piesky, teren opada na niewielkim odcinku wprost ku głębokiej dolinie cieku wodnego (Dolinský potok). Podłoże w obszarze polany budują podatne na krasowienie utwory środkowego i młodszego triasu: w pasie północno-zachodnim polany są to grube warstwy wapieni tzw. wettersteinskich, zaś w pasie południowo-wschodnim – warstwy dolomitów. Na nich zalegają w większości różnej grubości czwartorzędowe osady deluwialne. W przeszłości na obszarze polany istniało wiele różnej wielkości zapadlisk i lejów krasowych (zostały one zasypane i wyrównane w 1944 r. w czasie słowackiego powstania narodowego, gdy teren ten przygotowywano na potrzeby partyzanckiego lotniska polowego). Wszystko to upodabniało Wielką Łąkę do typowego krasowego polja.
Wielką Łąkę porasta roślinność łąkowa. Łąki są częściowo wypasane, w większości okresowo koszone w celu zachowania bioróżnorodności i zapobiegania sukcesji lasu. Otaczające Łąkę stoki pokrywają lasy bukowe i świerkowe, lokalnie z domieszką sosny, dębu i innych gatunków liściastych.

## Zagospodarowanie
Wzdłuż obu skrajów polany biegną wąskie, asfaltowe drogi, łączące się na obu jej krańcach. Dojazd do Wielkiej Łąki zapewniają utwardzone leśne drogi zarówno z miejscowości Muráň na zachodzie (pod zamkiem Murańskim), jak i od przełęczy Javorinka na wschodzie (od drogi nr 531 Muráň – Červená Skala).
Na północnym krańcu polany znajduje się stadnina, w której w półotwartych warunkach od 1950 roku hoduje się konie typu norik murański. Jest to jedna z dwóch tego typu placówek na Słowacji (oprócz dobszyńskiej). Pierwotnie miały w niej być hodowane konie dla wojska, jednak wkrótce zmiany techniki wojennej spowodowały, że dziś hoduje się tu konie specjalnie przystosowywane do prac w lesie, a także w agroturystyce. W hodowli stale znajduje się ok. 200 sztuk. Różnej wielkości stada tych koni, pasących się swobodnie od maja do października, można spotkać w wielu miejscach Płaskowyżu Murańskiego.
W tej samej części polany co stadnina znajdują się dwie leśniczówki. We wschodnim narożniku polany znajduje się węzeł szlaków turystycznych Veľká lúka. Podobny węzeł szlaków znajduje się na południowo-zachodnim krańcu polany, zwanym Piesky. Tu także schron turystyczny z ławami, pole biwakowe (możliwość rozbicia namiotu na jedną noc) i miejsce na ognisko. Przy rozwidleniu dróg skromna tablica upamiętniająca boje w czasach słowackiego powstania narodowego w 1944 r.